# منطقه ویژه اقتصادی (شیراز)
منطقه ویژه اقتصادی روستایی در دهستان قره باغ بخش مرکزی شهرستان شیراز استان فارس ایران است.

## جمعیت
بر پایه سرشماری عمومی نفوس و مسکن در سال ۱۳۹۵ جمعیت این روستا ۳۳ نفر (۱۱خانوار) بوده‌است.